# Estrela Nua
Estrela Nua é um filme brasileiro de 1985 dirigido por José Antônio Garcia e Ícaro Martins.

## Prêmios e indicações
Festival de Gramado (1985)
- Vencedor nas categorias:

Melhor atriz coadjuvante (Cristina Aché)
Prêmio especial do júri (Carla Camurati)
- Indicado na categoria:

Melhor filme
- Vencedor na categoria:

Melhor atriz (Carla Camurati)
- Vencedor na categoria:

Melhor atriz (Carla Camurati)
- Vencedor na categoria:

Melhor atriz (Carla Camurati)

## Sinopse
Atriz novata consegue sua grande chance ao ser convidada para dublar uma outra que acabara de suicidar, mas suas personalidades se confundem, num jogo de troca de identidade.

## Elenco
- Carla Camurati.... Glorinha
- Cristina Aché.... Ângela
- Selma Egrei.... Renée
- Vera Zimmerman .... Tamara
- Patrício Bisso.... Serginho
- José Antonio Garcia
- Ícaro Martins
- Jardel Mello
- Cida Moreira
- Ricardo Petráglia